# Ancora e sempre
Ancora e sempre (Let's Do It Again) è un film del 1953 diretto da Alexander Hall.

## Trama
Un pesante rapporto di gelosia tra moglie e marito porterà al divorzio della coppia. Nonostante lo scioglimento del matrimonio, i due continueranno a usare il trucco della gelosia per continuare a vedersi.